# Яна Нестряєва
Яна Нестряєва (14 червня 1992) — білоруська стрибунка у воду.
Призерка Чемпіонату світу з водних видів спорту 2015, 2017 років у хай-дайвінгу.